# Спекулаторий
Спекулаториите са особен вид фрументарии, натоварени със задачи по обезопасяване на вътрешната сигурност в Римската империя. Те са част от преторианската гвардия.
Спекулаториите изпълняват разузнавателни функции, действайки като своеобразно контраразузнаване на империята. Ортанизирани са в легион, но са на двойно подчинение служейки в други армейски единици като охранители, куриери, изпълнители на съдебни присъди – палачи и т.н.
Спекулаториите могат да служат и цивилни, тъй като действат като шпиони.